# Montañas de Dong Phayayen

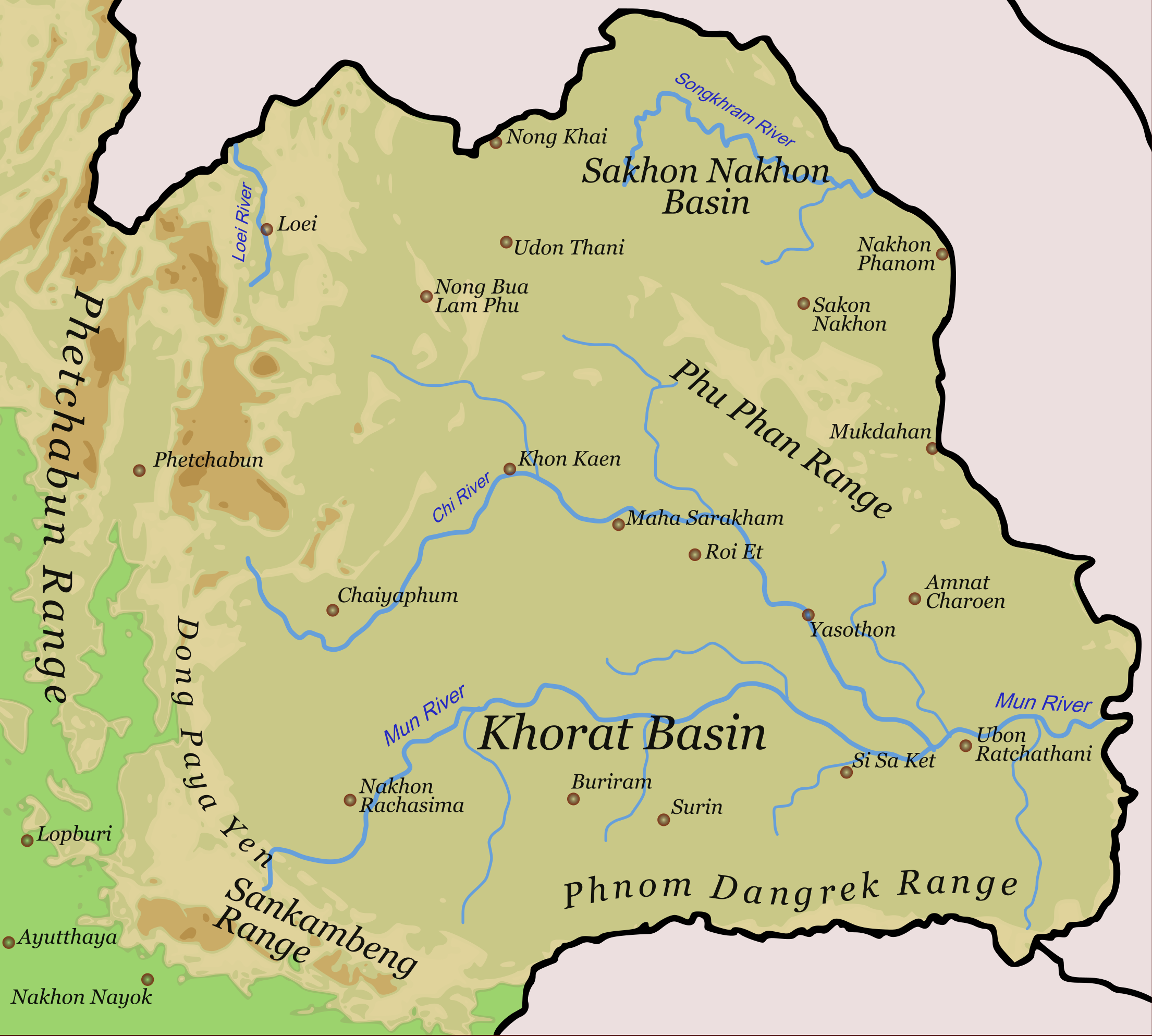
Localización de las Montañas de Dong Phayayen.

Las Montañas de Dong Phayayen (en tailandés ดงพญาเย็น), es una sierra en el centro de Tailandia. Es una extensión septentrional de las Montañas de Sankamphaeng, separando la llanura del río Chao Phraya de la Meseta de Khorat, Tailandia del Nordeste. Tienen una longitud de 170 kilómetros, aproximadamente, y limitan con las Montañas de Phetchabun al norte.
Las montañas varían entre los 100 m a los 900 m de altitud, con el Khao Phang Yai de 900 m como punto más alto. 

## Conjunto forestal de Dong Phayayen y Khao Yai
En el año 2005 el conjunto de las Montañas de Dong Phayayen y las Montañas de Sankamphaeng (en estas últimas se encuentra el famoso parque nacional de Khao Yai, que fue el primer parque nacional de Tailandia) fue inscrito por la Unesco como Patrimonio de la Humanidad bajo el nombre de Conjunto forestal de Dong Phayayen y Khao Yai. 
El conjunto incluye 6155 km² de zonas protegidas como el parque nacional de Ta Phraya en el límite con Camboya, el parque nacional de Thap Lan, el parque nacional de Pang Sida, el parque nacional de Phra Phutthachai y la Reserva natural de Dongyai.